# Sanedrín (Talmud)

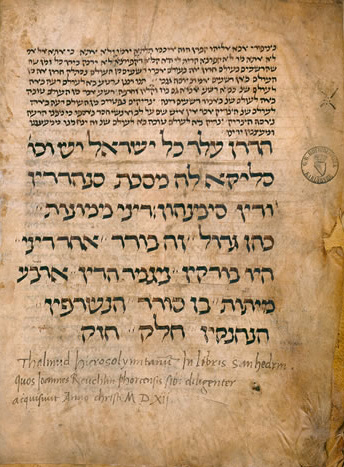
Última página del Tratado Sanedrín (copia manuscrita)

El tratado talmúdico llamado Sanedrín (en hebreo: סנהדרין) es uno de los diez tratados del orden de Nezikín (una sección del Talmud babilónico que se ocupa de los daños y de los procedimientos civiles y penales). Originalmente formó un tratado junto con Makot, que también se ocupa del derecho penal. La Guemará de este tratado es notable como precursora del desarrollo de los principios del derecho consuetudinario, por ejemplo, la presunción de inocencia, y la regla de que una condena penal requiere la concurrencia de los doce miembros del jurado. Este tratado se encuentra en la Mishná y en la Guemará.

## Resumen del tratado
Dentro del orden de Nezikín, el tratado de Sanedrín se centra en las cuestiones de la jurisdicción, el derecho penal y los castigos. El tratado incluye 11 capítulos que tratan los siguientes temas:
Los diferentes niveles de los tribunales y los casos en los que cada nivel preside las leyes del sumo sacerdote y el rey judío, y su participación en los procedimientos judiciales.
Los juicios civiles: los testigos y los jueces aceptables y los procedimientos generales.
La diferencia entre los casos penales y los casos civiles, los procedimientos generales en los casos penales.
Los procedimientos de la corte, incluyendo el interrogatorio de los testigos y la votación de los jueces.
Los procedimientos para la ejecución después de la condena, especialmente la lapidación.
Los cuatro tipos de pena capital, y los delitos en los que debe aplicarse la lapidación.
El hijo rebelde, y otros crímenes por los cuales el ofensor es ejecutado, y los crímenes por los cuales los judíos están destinados a morir si los cometen.
Los delitos que merecen la pena capital mediante la quema del reo en la hoguera, el vertido de plomo ardiente por la garganta del reo, o bien la decapitación del reo, y los castigos auxiliares.
Los delitos que merecen la pena capital mediante el estrangulamiento y el ahorcamiento del reo.
Los que tendrán su parte en el Olam Habá, el mundo venidero, y los que no tendrán su parte.